# Divízió II 2019
La Divízió II 2019 è la 9ª edizione del campionato di football americano di terzo livello, organizzato dalla MAFSZ.

## Squadre partecipanti
| Club                   | Città       | Stadio | Sponsor ufficiale | Risultato nella stagione 2018 |
| ---------------------- | ----------- | ------ | ----------------- | ----------------------------- |
| CFS Guardians          | Makó        |        |                   |                               |
| Diósd Saints           | Diósd       |        |                   |                               |
| Jászberény Wolverines  | Jászberény  |        |                   |                               |
| Kaposvár Hornets       | Kaposvár    |        |                   |                               |
| Miskolc Renegades      | Miskolc     |        |                   |                               |
| Rebels Oldboys         | Budapest    |        |                   |                               |
| Szombathely Crushers 2 | Szombathely |        |                   |                               |
| Tatabánya Mustangs     | Tatabánya   |        |                   |                               |
| VSD Rangers            | Dunakeszi   |        |                   |                               |

## Stagione regolare

### Calendario

#### 1ª giornata
| 17 marzo 2019 | Tatabánya Mustangs | 22 – 20 | Rebels Oldboys |  |

| 17 marzo 2019 | Kaposvár Hornets | 6 – 10 | Szombathely Crushers 2 |  |

| 17 marzo 2019 | Jászberény Wolverines | 0 – 36 | CFS Guardians |  |

#### 2ª giornata
| 24 marzo 2019 | VSD Rangers | 12 – 19 | Kaposvár Hornets |  |

| 24 marzo 2019 | Miskolc Renegades | 48 – 0 | Diósd Saints |  |

#### 3ª giornata
| 31 marzo 2019 | Tatabánya Mustangs | 44 – 0 | VSD Rangers |  |

#### 4ª giornata
| 6 aprile 2019 | Szombathely Crushers 2 | 7 – 27 | Rebels Oldboys |  |

| 7 aprile 2019 | Tatabánya Mustangs | 46 – 12 | Kaposvár Hornets |  |

#### 5ª giornata
| 13 aprile 2019 | Diósd Saints | 0 – 9 | Jászberény Wolverines |  |

| 14 aprile 2019 | CFS Guardians | 20 – 55 | Miskolc Renegades |  |

#### 6ª giornata
| 20 aprile 2019 | VSD Rangers | 12 – 55 | Miskolc Renegades |  |

| 20 aprile 2019 | Szombathely Crushers 2 | 29 – 7 | Jászberény Wolverines |  |

| 21 aprile 2019 | Kaposvár Hornets | 14 – 15 | Rebels Oldboys |  |

| 21 aprile 2019 | Diósd Saints | 0 – 20 | CFS Guardians |  |

#### 7ª giornata
| 11 maggio 2019 | VSD Rangers | 21 – 0 | Jászberény Wolverines |  |

| 12 maggio 2019 | Diósd Saints | 0 – 40 | Rebels Oldboys |  |

| 12 maggio 2019 | Tatabánya Mustangs | 50 – 0 | Szombathely Crushers 2 |  |

#### 8ª giornata
| 19 maggio 2019 | CFS Guardians | 24 – 7 | Kaposvár Hornets |  |

#### 9ª giornata
| 25 maggio 2019 | Diósd Saints | 6 – 16 | Szombathely Crushers 2 |  |

| 26 maggio 2019 | Rebels Oldboys | 54 – 20 | CFS Guardians |  |

| 26 maggio 2019 | Miskolc Renegades | 29 – 30 | Tatabánya Mustangs |  |

#### 10ª giornata
| 2 giugno 2019 | Jászberény Wolverines | 0 – 44 | Miskolc Renegades |  |

#### 11ª giornata
| 9 giugno 2019 | Szombathely Crushers 2 | 8 – 29 | VSD Rangers |  |

#### 12ª giornata
| 15 giugno 2019 | Miskolc Renegades | 20 – 41 | Rebels Oldboys |  |

| 15 giugno 2019 | Kaposvár Hornets | 41 – 0 | Diósd Saints |  |

| 16 giugno 2019 | CFS Guardians | 8 – 27 | VSD Rangers |  |

| 16 giugno 2019 | Jászberény Wolverines | 0 – 51 | Tatabánya Mustangs |  |

### Classifica
La classifica della regular season è la seguente:
- PCT = percentuale di vittorie, G = partite giocate, V = partite vinte,  P = partite perse, PF = punti fatti, PS = punti subiti

| Pos. | Squadra                | PCT   | G | V | N | P | PF  | PS  |
| ---- | ---------------------- | ----- | - | - | - | - | --- | --- |
| 1    | Tatabánya Mustangs     | 1.000 | 6 | 6 | 0 | 0 | 243 | 61  |
| 2    | Rebels Oldboys         | .833  | 6 | 5 | 0 | 1 | 192 | 83  |
| 3    | Miskolc Renegades      | .667  | 6 | 4 | 0 | 2 | 251 | 103 |
| 4    | VSD Rangers            | .500  | 6 | 3 | 0 | 3 | 101 | 134 |
| 5    | CFS Guardians          | .500  | 6 | 3 | 0 | 3 | 128 | 143 |
| 6    | Szombathely Crushers 2 | .500  | 6 | 3 | 0 | 3 | 70  | 110 |
| 7    | Kaposvár Hornets       | .333  | 6 | 2 | 0 | 4 | 93  | 107 |
| 8    | Jászberény Wolverines  | .167  | 6 | 1 | 0 | 5 | 16  | 155 |
| 9    | Diósd Saints           | .000  | 6 | 0 | 0 | 6 | 6   | 150 |

## Playoff

### Tabellone
|  | Semifinali | Semifinali         | Semifinali |                   |    | IX Duna Bowl       | IX Duna Bowl | IX Duna Bowl |  |
|  |            |                    |            |                   |    |                    |              |              |  |
|  | 1          | Tatabánya Mustangs | 45         |                   |    |                    |              |              |  |
|  | 1          | Tatabánya Mustangs | 45         |                   |    |                    |              |              |  |
|  | 4          | VSD Rangers        | 0          |                   |    |                    |              |              |  |
|  | 4          | VSD Rangers        | 0          |                   | 1  | Tatabánya Mustangs | 38           |              |  |
|  |            |                    |            |                   | 1  | Tatabánya Mustangs | 38           |              |  |
|  |            |                    | 3          | Miskolc Renegades | 40 |                    |              |              |  |
|  | 2          | Rebels Oldboys     | 3          | Miskolc Renegades | 40 | 29                 |              |              |  |
|  | 2          | Rebels Oldboys     |            |                   |    |                    |              |              |  |
|  | 3          | Miskolc Renegades  | 32         |                   |    |                    |              |              |  |

### Semifinali
| 30 giugno 2019 | Rebels Oldboys | 29 – 32 | Miskolc Renegades |  |

| 30 giugno 2019 | Tatabánya Mustangs | 45 – 0 | VSD Rangers |  |

### IX Duna Bowl
| 13 luglio 2019 | Tatabánya Mustangs | 38 – 40 | Miskolc Renegades |  |

## Verdetti
- Miskolc Renegades Vincitori della Divízió II 2019